# زن سیاه‌پوش (فیلم ۱۹۸۹)
زن سیاه‌پوش (انگلیسی: The Woman in Black) یک تله‌فیلم ترسناک بریتانیایی است که در سال ۱۹۸۹ منتشر شد.

## بازیگران
- آدریان راولینز
- برنارد هپتون
- پولین مورن
- دیوید رایل
- فیونا واکر
- کارولین جان
- استیون مکینتاش
- اندی نایمن
- ترور کوپر
- پیتر گینس
- جان فرانکلین-رابینز